# Pavlos Diglis
Pavlos Diglis (griechisch Παύλος Δίγκλης, * 7. Dezember 1931 in Agios Theodoros; † 4. Juli 2019 in Nikosia) war ein griechisch-zyprischer Politiker. Er war von 1981 bis 1991 Abgeordneter im Wahlbezirk Nikosia, gewählt über die AKEL. Zusätzlich war er der erste Präsident der ADISOK.

## Biografie
Pavlos Diglis wurde am 7. Dezember 1931 im Dorf Agios Theodoros im Bezirk Famagusta geboren. Neben Griechisch sprach er auch Englisch und Russisch.
Er studierte Wirtschaftswissenschaft und Sozialwissenschaften in Moskau und wurde 1970 zum Doktor der Wirtschaftswissenschaften promoviert. Als Gewerkschaftler war er ab 1973 bei der Pancyprischen Arbeitsföderation (PEO) tätig, zunächst als Bildungsbeauftragter und später als Stellvertretender Generalsekretär. 1988 wurde er Generalsekretär der AKEL, ein Amt, das er bis 1990 innehatte.
Er war verheiratet und hatte zwei Töchter. Am 4. Juli 2019 starb er an einem Herzinfarkt.

## Politische Laufbahn
Mit 15 Jahren schloss er sich der linken Bewegung an und wurde 1951 Mitglied der AKEL. 1956 wurde er in das Zentralkomitee und 1978 in das Politbüro der Partei gewählt. 1987 wurde er zum Generalsekretär der PEO gewählt.
Er wurde erstmals bei den Parlamentswahlen 1981 im Wahlbezirk Nikosia ins Parlament gewählt. Bei den Parlamentswahlen 1985 wurde er erneut gewählt.
Bei den Kommunalwahlen 1986 war er Kandidat der AKEL für das Amt des Bürgermeisters von Nikosia, wurde jedoch nicht gewählt. 1988 trat er für das Amt des Generalsekretärs der AKEL an, eine Position, die Dimitris Christofias gewann. 1990, nach internen Differenzen, verließ er zusammen mit vier anderen Abgeordneten und weiteren Mitgliedern die AKEL und gründete die Ananeotiko Dimokratiko Sozialistiko Kinima (ADISOK). Pavlos Diglis war der erste Präsident der neuen Partei (1990–1992). Bei den Parlamentswahlen 1991 konnte die ADISOK unter der Führung von Pavlos Diglis keinen Abgeordneten wählen.

## Schriften
- Πικρές Αλήθειες Κυπριακό 1878–2004. Ταμασός, Zypern 2006, ISBN 978-9963-9260-4-6 (griechisch).
- ΑΚΕΛ Με τόλμη και παρρησία: Προσωπικές μαρτυρίες. Εκδόσεις Επιφανίου, Nikosia 2010, ISBN 978-9963-685-80-6 (griechisch).